# Campeonato Brasileiro Série A
Il Campeonato Brasileiro Série A, ufficialmente denominato Brasileirão Betano dall'edizione 2024 per ragioni di sponsorizzazione, è il massimo livello del campionato brasiliano di calcio.
Viene organizzato dal 1959 dalla Confederação Brasileira de Futebol e vi partecipano, attualmente, 20 squadre. Si gioca nell'anno solare, da maggio a dicembre.
Nel 2021 il campionato brasiliano si è posizionato al 1º posto della classifica mondiale dei campionati stilata annualmente dall'IFFHS.

## Storia
Il Campeonato Brasileiro Série A nacque nel 1971, come massima competizione nazionale per assegnare il titolo di campione del Brasile. Nel 2010, la Confederação Brasileira de Futebol, ha riconosciuto anche i club vincitori dei precedenti Torneo Roberto Gomes Pedrosa e della Taça Brasil, quali campioni del Brasile a partire dal 1959. Successivamente, nel 2023, la stessa confederazione, ha riconosciuto come campionato brasiliano ufficiale, anche la Torneio dos Campeões disputata nel 1937 ed organizzata dalla defunta Brazilian Football Federation (FBF).
Inizialmente non vi erano retrocessioni, dato che le squadre partecipanti venivano designate tramite invito dalla CBD. Dal 1973 al 1979 fu l'unico campionato a livello nazionale.
Corinthians, San Paolo e Portuguesa non presero parte all'edizione 1979, protestando contro il sistema di qualificazione che permetteva al Palmeiras e al Guarani di cominciare a disputare la competizione partendo dalla fase finale essendo stati finalisti l'anno precedente.
Nel 1980 il campionato fu riorganizzato e le squadre furono portate da 96 a 40 e successivamente diminuite ulteriormente. Nel 1995 venne introdotto un unico girone all'italiana da 24 squadre (26 nel 1997 e 22 nel 1999) e una fase finale ad eliminazione diretta per l'assegnazione del titolo.
Nel 1999 fu adottato un sistema di retrocessione simile a quello della Primera División argentina: furono retrocesse le quattro squadre con la peggior media punti nella prima fase delle edizioni 1998 e 1999. Tuttavia questo sistema restò in vigore solo per quell'anno, anche perché il Gama contestò la retrocessione e la CBF, dopo che la giustizia diede ragione alla squadra di Brasilia, riconobbe come ufficiale la Copa João Havelange organizzata dal Clube dos 13 e a cui parteciparono ben 116 squadre.
Successivamente il campionato tornò ad essere organizzato dalla CBF inizialmente a 28 squadre, che poi scesero nelle varie edizioni successive fino alle attuali 20 nel 2006. A partire dall'edizione del 2003 è stata rimossa la fase finale ad eliminazione diretta e il titolo viene quindi assegnato alla squadra prima classificata al termine della stagione.
Nel dicembre del 2010 la CBF ha deciso di unificare il campionato brasiliano di prima divisione, riunendo così gli albi d'oro dei titoli di campione brasiliano di Taça Brasil e Torneo Roberto Gomes Pedrosa, equiparando i titoli di queste due competizioni a quello della Série A, distinguendo i tornei col loro nome originale nelle statistiche.

## Formula
Una delle caratteristiche del campionato brasiliano di calcio era la mancanza di un sistema di organizzazione, che cambiava ogni anno, così come le regole e il numero delle squadre partecipanti.
Dopo che il Parlamento brasiliano approvò il "Código do Torcedor" (Codice del Tifoso), la CBF fece ordine nel confuso calendario del calcio brasiliano, riducendo il tempo disponibile per la disputa delle competizioni nei vari stati e adottando il sistema del girone all'italiana con partite di andata e ritorno per il campionato nazionale. Fu anche ridotto progressivamente il numero delle squadre partecipanti fino alle attuali 20. Inoltre nel 2006 fu anche introdotto il limite di 3 stranieri schierabili contemporaneamente in campo.
Le 20 squadre partecipanti si affrontano a turno nel girone di andata e di ritorno da maggio a dicembre. Per ogni partita sono assegnati tre punti alla squadra vincitrice dell'incontro e zero a quella sconfitta. In caso di pareggio è assegnato un punto ad entrambe.
Alla fine della stagione la squadra prima classificata vince il titolo di Campione del Brasile e anche il relativo trofeo. Tale squadra si qualifica inoltre per la Coppa Libertadores, insieme alle squadre classificate dal secondo al sesto posto del campionato, come anche la vincitrice della Coppa del Brasile, mentre la settima e l'ottava classificata si qualificano per i preliminari. 
Le squadre dalla nona alla quattordicesima classificata accedono invece alla Coppa Sudamericana. Se tra di esse vi è la vincitrice della Coppa nazionale allora alla Coppa Sudamericana accede anche la quindicesima in classifica. Le ultime quattro classificate, infine, retrocedono in Série B.

## Partecipazioni per squadra
Sono 129 le squadre ad aver partecipato alle 55 stagioni di Brasileirao Série A dal 1971 al 2025 (in grassetto). 
- 55 volte:  Flamengo
- 54 volte:  Atlético Mineiro,  Internacional,  San Paolo
- 53 volte:  Corinthians, Fluminense,  Santos
- 52 volte:  Botafogo,  Cruzeiro,   Grêmio,  Palmeiras
- 50 volte:  Vasco da Gama
- 45 volte:  Athl. Paranaense
- 43 volte:  Bahia,  Goiás
- 40 volte:  Sport Recife
- 39 volte:  Coritiba,  Vitória
- 32 volte:  Portuguesa
- 29 volte:  Guarani
- 27 volte:  Náutico
- 23 volte:  Ceará,  Ponte Preta
- 22 volte:  Fortaleza
- 21 volte:  Santa Cruz
- 20 volte:  Juventude,  Paysandu
- 19 volte:  América-MG
- 17 volte:  America-RJ,  Figueirense
- 15 volte:  Paraná,  RB Bragantino
- 14 volte:  América-RN,  Criciúma,  Nacional-AM
- 13 volte:  CSA,  Remo
- 12 volte:  Atl. Goianiense,  Desportiva,  Joinville
- 11 volte:  Avaí
- 9 volte:  Bangu,  CRB,  Operário-MS,  Sergipe,  Chapecoense
- 8 volte:  Mixto,  Sampaio Corrêa
- 7 volte:  Americano,  Botafogo-PB,  Brasília,  Inter de Limeira,  Moto Club,  Rio Branco-ES,  Treze,  Vila Nova
- 6 volte:  ABC,  Botafogo-SP,  Comercial-MS,  Ferroviário-CE,  Gama,  Londrina,  Rio Negro,  São Caetano,  Uberaba
- 5 volte:  Colorado,  Confiança,  Flamengo-PI,  Itabaiana,  River,  Tiradentes
- 4 volte:  Anapolina,  Brasil de Pelotas,  Campinense,  Caxias,  Cuiabá,  Goiânia,  Grêmio Maringá,  Uberlândia,  União São João
- 3 volte:  CEOV,  CEUB,  Dom Bosco,  Fast Clube,  Fluminense de Feira,  Goytacaz,  San Paolo-RS,  Tuna Luso,  Villa Nova,  Volta Redonda,  XV de Piracicaba
- 2 volte:  América-SP,  Campo Grande,  Central-PE,  Comercial-SP,  Galícia,  Grêmio Barueri,  Itabuna,  Leônico,  Maranhão,  Olaria,  Piauí,  Pinheiros,  Santo André,  São José,  XV de Jaú
- 1 volta:  Alecrim,  ASA,  Auto Esporte-PI,  Brasiliense,  Caldense,  Catuense,  Colatina,  Corumbaense,  Ferroviária,  Francana,  Guará,  Inter de Santa Maria,  Ipatinga,  Itumbiara,  Juventus-SP,  Mirassol,  Noroeste,  Novo Hamburgo,  Operário-PR,  Potiguar,  São Bento,  Sobradinho,  Taguatinga,  Vitória-ES

## Squadre 2025
- Atlético Mineiro
- Bahia
- Botafogo
- Ceará

- Corinthians
- Cruzeiro
- Flamengo
- Fluminense

- Fortaleza
- Grêmio
- Internacional
- Juventude

- Mirassol
- Palmeiras
- RB Bragantino
- San Paolo

- Santos
- Sport Recife
- Vasco da Gama
- Vitória

## Albo d'oro del campionato
- 1937:  Atlético Mineiro (1)
- 1959:  Bahia (1)
- 1960:  Palmeiras (1)
- 1961:  Santos (1)
- 1962:  Santos (2)
- 1963:  Santos (3)
- 1964:  Santos (4)
- 1965:  Santos (5)
- 1966:  Cruzeiro (1)
- 1967 (TRGP):  Palmeiras (2)
- 1967 (TB):  Palmeiras (3)
- 1968 (TRGP):  Santos (6)
- 1968 (TB):  Botafogo (1)
- 1969:  Palmeiras (4)
- 1970:  Fluminense (1)
- 1971:  Atlético Mineiro (2)
- 1972:  Palmeiras (5)
- 1973:  Palmeiras (6)
- 1974:  Vasco da Gama (1)
- 1975:  Internacional (1)
- 1976:  Internacional (2)
- 1977:  San Paolo (1)
- 1978:  Guarani (1)
- 1979:  Internacional (3)
- 1980:  Flamengo (1)
- 1981:  Grêmio (1)
- 1982:  Flamengo (2)
- 1983:  Flamengo (3)
- 1984:  Fluminense (2)
- 1985:  Coritiba (1)
- 1986:  San Paolo (2)
- 1987:  Sport Recife (1)
- 1988:  Bahia (2)
- 1989:  Vasco da Gama (2)
- 1990:  Corinthians (1)
- 1991:  San Paolo (3)
- 1992:  Flamengo (4)
- 1993:  Palmeiras (7)
- 1994:  Palmeiras (8)
- 1995:  Botafogo (2)
- 1996:  Grêmio (2)
- 1997:  Vasco da Gama (3)
- 1998:  Corinthians (2)
- 1999:  Corinthians (3)
- 2000:  Vasco da Gama (4)
- 2001:  Athl. Paranaense (1)
- 2002:  Santos (7)
- 2003:  Cruzeiro (2)
- 2004:  Santos (8)
- 2005:  Corinthians (4)
- 2006:  San Paolo (4)
- 2007:  San Paolo (5)
- 2008:  San Paolo (6)
- 2009:  Flamengo (5)
- 2010:  Fluminense (3)
- 2011:  Corinthians (5)
- 2012:  Fluminense (4)
- 2013:  Cruzeiro (3)
- 2014:  Cruzeiro (4)
- 2015:  Corinthians (6)
- 2016:  Palmeiras (9)
- 2017:  Corinthians (7)
- 2018:  Palmeiras (10)
- 2019:  Flamengo (6)
- 2020:  Flamengo (7)
- 2021:  Atlético Mineiro (3)
- 2022:  Palmeiras (11)
- 2023:  Palmeiras (12)
- 2024:  Botafogo (3)

## Statistiche

### Vittorie per club
| Club             | Città          | Stato             | Titoli | Anni                                                                               |
| ---------------- | -------------- | ----------------- | ------ | ---------------------------------------------------------------------------------- |
| Palmeiras        | San Paolo      | San Paolo         | 12     | 1960, 1967 (TB), 1967 (TRGP), 1969, 1972, 1973, 1993, 1994, 2016, 2018, 2022, 2023 |
| Santos           | Santos         | San Paolo         | 8      | 1961, 1962, 1963, 1964, 1965, 1968 (TRGP), 2002, 2004                              |
| Corinthians      | San Paolo      | San Paolo         | 7      | 1990, 1998, 1999, 2005, 2011, 2015, 2017                                           |
| Flamengo         | Rio de Janeiro | Rio de Janeiro    | 7      | 1980, 1982, 1983, 1992, 2009, 2019, 2020                                           |
| San Paolo        | San Paolo      | San Paolo         | 6      | 1977, 1986, 1991, 2006, 2007, 2008                                                 |
| Cruzeiro         | Belo Horizonte | Minas Gerais      | 4      | 1966, 2003, 2013, 2014                                                             |
| Fluminense       | Rio de Janeiro | Rio de Janeiro    | 4      | 1970, 1984, 2010, 2012                                                             |
| Vasco da Gama    | Rio de Janeiro | Rio de Janeiro    | 4      | 1974, 1989, 1997, 2000                                                             |
| Internacional    | Porto Alegre   | Rio Grande do Sul | 3      | 1975, 1976, 1979                                                                   |
| Atlético Mineiro | Belo Horizonte | Minas Gerais      | 3      | 1937, 1971, 2021                                                                   |
| Botafogo         | Rio de Janeiro | Rio de Janeiro    | 3      | 1968 (TB), 1995, 2024                                                              |
| Bahia            | Salvador       | Bahia             | 2      | 1959, 1988                                                                         |
| Grêmio           | Porto Alegre   | Rio Grande do Sul | 2      | 1981, 1996                                                                         |
| Athl. Paranaense | Curitiba       | Paraná            | 1      | 2001                                                                               |
| Coritiba         | Curitiba       | Paraná            | 1      | 1985                                                                               |
| Guarani          | Campinas       | San Paolo         | 1      | 1978                                                                               |
| Sport Recife     | Recife         | Pernambuco        | 1      | 1987                                                                               |

### Titoli per città
| Pos. | Città          | Titoli |
| ---- | -------------- | ------ |
| 1    | San Paolo      | 25     |
| 2    | Rio de Janeiro | 19     |
| 3    | Santos         | 8      |
| 4    | Belo Horizonte | 7      |
| 5    | Porto Alegre   | 5      |
| 6    | Salvador       | 2      |
| 6    | Curitiba       | 2      |
| 8    | Campinas       | 1      |
| 8    | Recife         | 1      |

### Titoli per stato
| Pos. | Stato             | Titoli |
| ---- | ----------------- | ------ |
| 1    | San Paolo         | 34     |
| 2    | Rio de Janeiro    | 18     |
| 3    | Minas Gerais      | 7      |
| 4    | Rio Grande do Sul | 5      |
| 5    | Bahia             | 2      |
| 5    | Paraná            | 2      |
| 7    | Pernambuco        | 1      |